# Atouguia
Atouguia est une freguesia portugaise située dans le District de Santarém.
Avec une superficie de 19,55 km2 et une population de 2 460 habitants (2001), la paroisse possède une densité de 125,8 hab/km2.